# Skederids socken
Skederids socken i Uppland ingick i Sjuhundra härad, ingår sedan 1971 i Norrtälje kommun och motsvarar från 2016 Skederids distrikt.
Socknens areal är 52,37 kvadratkilometer, varav 50,15 land. År 2000 fanns här 614 invånare.Tätorten Finsta och säteriet Finsta samt sockenkyrkan Skederids kyrka ligger i socknen.

## Administrativ historik
Skederids socken har medeltida ursprung. Till den administrativa socknen hörde i äldre tid flera byar som kyrkligt tillhörde Husby socken i Lyhundra härad, nämligen Husby, Östra Syninge och Vallby. En del av byn Darsgärde tillhörde administrativt Länna socken men kyrkligt till Sjuhundra. Hela Darsgärde flyttades dock till Sjuhundra genom kungligt brev den 22 mars 1889 och de övriga byarna flyttades på samma sätt till Lyhundra den 7 juni samma år..
Vid kommunreformen 1862 övergick socknens ansvar för de kyrkliga frågorna till Skederids församling och för de borgerliga frågorna till Skederids landskommun. Landskommunen uppgick 1952 i Sjuhundra landskommun som 1967 uppgick i Rimbo landskommun som 1971 uppgick i Norrtälje kommun. Församlingen uppgick 2008 i Husby, Skederid och Rö församling.
1 januari 2016 inrättades distriktet Skederid, med samma omfattning som församlingen hade 1999/2000.  
Socknen har tillhört län, fögderier, tingslag och domsagor enligt vad som beskrivs i artikeln Sjuhundra härad. De indelta soldaterna tillhörde Livregementets dragonkår, Roslags skvadron. De indelta båtsmännen tillhörde Norra Roslags 2:a båtsmanskompani.

## Geografi
Skederids socken ligger väster om Norrtälje kring Norrtäljeån och sjön Björken. Socknen har odlad kuperad slättbygd i öster och slättbygd med inslag av skog i övrigt.
Socknen genomkorsas i söder av europaväg 18 (E18) och riksväg 77. 

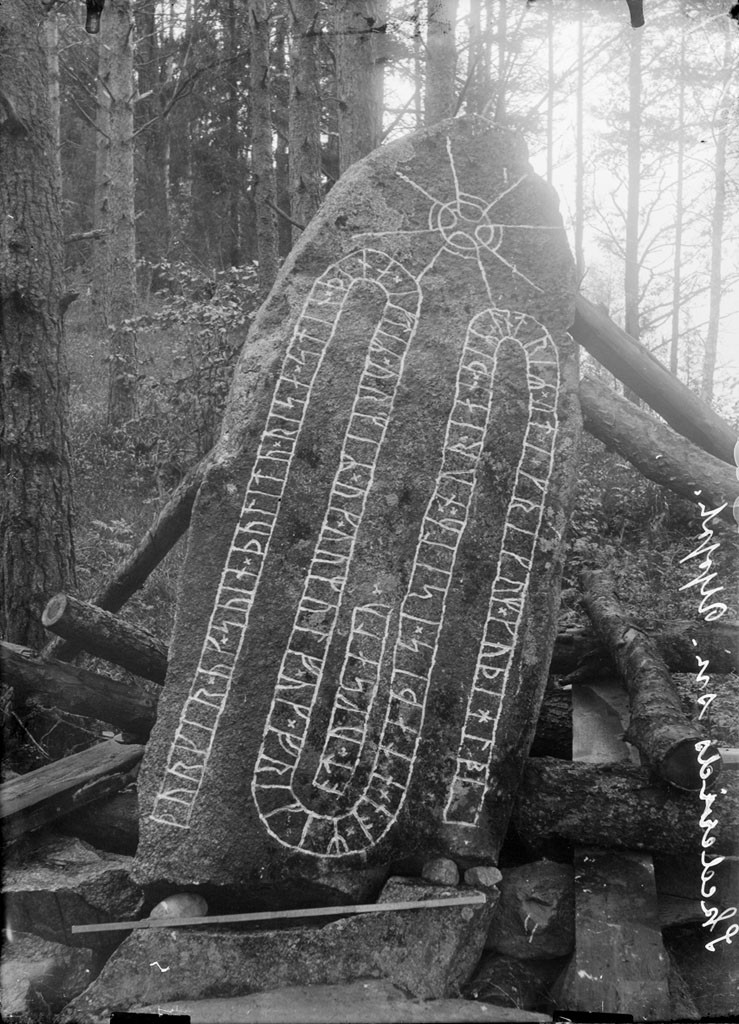
Runsten U 518 i Västra Ledinge

## Fornlämningar

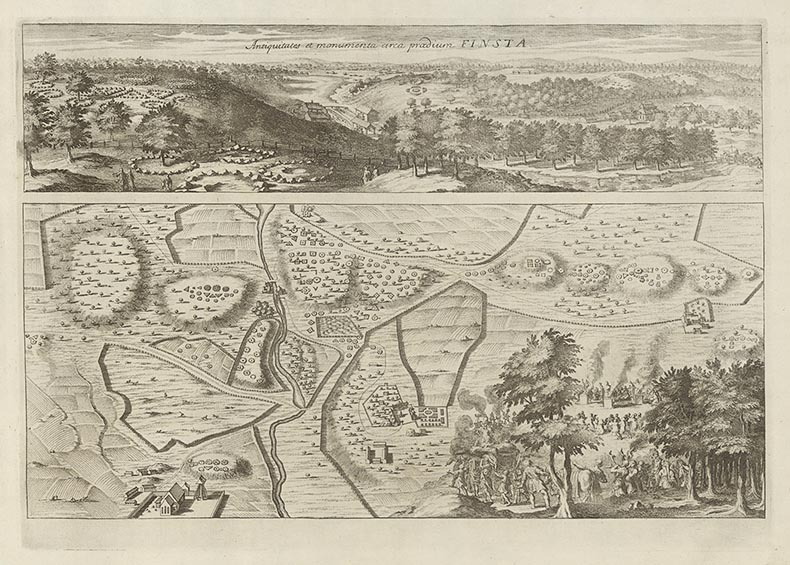
"Forntida minnesmärken i Finstatrakten", avbildade i Suecia-verket 1708.

Från bronsåldern finns spridda gravrösen och stensättningar. Från järnåldern finns 45 gravfält och fyra fornborgar, två vid Darsgärde. Sex runristningar har påträffats.

## Namnet
Namnet skrevs 1287 Skætharg och 1337 Skiædarghi. Efterleden innehåller harg, 'stenig mark, stenhög' och med en förleden med oklar tolkning.